# Hedögontröst
Hedögontröst (Euphrasia confusa) är en snyltrotsväxtart som beskrevs av Herbert William Pugsley. Hedögontröst ingår i släktet ögontröster, och familjen snyltrotsväxter. Inga underarter finns listade i Catalogue of Life.